# Pentaria hirsuta
Pentaria hirsuta là một loài bọ cánh cứng trong họ Scraptiidae. Loài này được Smith miêu tả khoa học năm 1882.